# Jan van Styrum
Jan van Styrum (Haarlem, 27 december 1757 - aldaar, 16 juni 1824) was een Nederlands bestuurder ten tijde van de Bataafse Republiek, het Bataafs Gemenebest, het Koninkrijk Holland, de annexatie van de Nederlanden door Frankrijk en het Koninkrijk der Nederlanden.

## Biografie
Mr. Van Styrum was lid van de regentenfamilie Van Styrum. Hij was de zoon van mr. Jan van Styrum (1721-1774), schepen van Haarlem, en Anna Maria Visscher. Zijn grootvader was schepen en burgemeester van Haarlem en lid van de Staten van Holland. Zijn zoon mr. Floris Willem baron van Styrum was lid van de Staten van Holland en daarna lid van de Staten van Noord-Holland, zijn kleinzoon jhr. mr. F.W. van Styrum was lid van de Tweede Kamer. Zijn zus Maria van Styrum was gehuwd met Leopold van Limburg Stirum, lid van het triumviraat dat eind 1813 de terugkeer van prins Willem I voorbereidde.
Jan van Styrum heeft van 1774 tot 1778 rechten gestudeerd in Utrecht. Hij studeerde op 4 juli 1778 af op het proefschrift Specimen juridicum inaugurale de variis modis, quibus liberi naturales legitimentur. Op 4 december 1785 huwde hij met Johanna Anna van Vollenhoven. Zij kregen 10 kinderen.
Van Styrum was lid van de Haarlemse vrijmetselaarsloge Vicit Vim Virtus.
Jan van Styrum vervulde van 1783 tot zijn dood in 1824 bestuurlijke functies onder alle wisselende regeringsvormen van die periode.
Hij was in Haarlem raadslid (vroedman) in 1783, schepen in 1784 en in 1787 en hoofdschout in 1793. In 1794 trad hij toe tot een Revolutionaire club, en ook tot een club van patriotten die zich voorbereidden om een voorlopige regering te vormen bij het uitroepen van de Bataafse republiek; leden van deze laatste club vormden 60 volksclubs van elk tien leden die met elkaar in correspondentie traden om de machtswisseling voor te bereiden. De revolutie voltrekt zich in Haarlem op 18-19 januari 1795.

### Bataafse Republiek
Jan van Styrum wordt dan van 26 januari 1795 tot maart 1796 lid van de Vergadering van Provisionele Representanten van het Volk van Holland. In oktober 1796 wordt hij lid van het provisioneel bestuur van Holland. Daarnaast blijft hij bestuursfuncties vervullen in zijn stad Haarlem.
Hij is van 1801 tot 1805 lid van het Bataafse parlement, waarvan hij in 1803 ook enige maanden voorzitter is. Tegelijkertijd is hij vanaf 1801 staatsraad.

### Koninkrijk Holland
In 1806 gaat hij als lid van een commissie naar Parijs om met Napoleon te onderhandelen over het koningschap van Lodewijk Napoleon. Hij is mede-ondertekenaar van het Verdrag van Parijs van 24 mei 1806, waarbij Napoleon zijn broer Lodewijk Napoleon tot koning van Holland verklaart. Onder Lodewijk Napoleon behoudt hij de functie van Staatsraad tot 1809 en tussen 1801 en 1807 is hij voor Holland lid van het wetgevend lichaam.
In 1807 wordt hij landdrost van het departement Amstelland.
Van Styrum was in 1805 directeur geworden van de in 1752 opgerichte (Hollandsche) Koninklijke Maatschappij der Wetenschappen in Haarlem.Lodewijk Napoleon maakte hem in 1806 lid van de commissie-Meerman die de mogelijkheden moest onderzoeken om de kunsten en wetenschappen te organiseren naar Frans model Dit leidde in 1808 tot de oprichting van het Koninklijk Instituut van Wetenschappen, voorloper van de Koninklijke Nederlandse Akademie van Wetenschappen.

### Keizerrijk Frankrijk
Na de annexatie van het koninkrijk Holland door Frankrijk in 1810 gaat het departement Amstelland op in het nieuw-gevormde Zuiderzeedepartement en landdrost Van Styrum wordt prefect ad interim, in afwachting van de komst van Antoine de Celles, tot dan prefect van Beneden-Loire. Van Styrum volgt gelijktijdig De Celles op als prefect van Beneden-Loire.

### Koninkrijk der Nederlanden
Van Styrum keert bij de oprichting van het Koninkrijk der Nederlanden in 1814 terug naar Haarlem, waar hij van 1815 tot zijn dood in 1824 lid is van de Stedelijke raad van Haarlem.

## Eerbewijzen
Van Styrum krijgt onder Lodewijk Napoleon het Grootkruis van de Orde van de Unie, vervolgens dezelfde rang in Napoleons Orde van de Reünie, de ster van Dignitaris in de Orde van de Beide Siciliën en in 1808 "Lid met Gouden Adelaar of Commandant" (de latere commandeursrang), vanaf 1811 officier in het Franse Legioen van Eer.

### Adelsverheffing
Hij werd op 30 juni 1811 in de Franse adelstand verheven als baron de l'Empire, en op 8 juni 1816 werd hij verheven in de Nederlandse adel met de titel van baron (op te vatten als verleend bij eerstgeboorte). Hij is de stamvader van het Nederlandse adellijke geslacht van Styrum.
- Biografisch Portaal: 43968836
- International Standard Name Identifier: 0000 0003 8759 3509
- Base Léonore: LH//2674/15
- Nederlandse Thesaurus van Auteursnamen: 07360822X
- Parlement.com: vg09llwvi9z0
- Virtual International Authority File: 280562036
- WorldCat: E39PBJwHgbwxrKFpJvcKyrw9jC